# Pump Up the Jam
A Pump Up the Jam a belga Technotronic együttes első világslágere, mely 1989-ben jelent meg kislemezként. A dal 1990-ben az Egyesült Királyságban és az amerikai Billboard Hot 100-as listán a 2. helyet érte el. 2005-ben egy újabb remix készült belőle, melyet a nemzetközileg elismert Dj, Producer D.O.N.S. remixelt, és ami a brit Dance listán az 1. helyen végzett.
A szám eredetileg instrumentális dalként lett kiadva The Pro 24's címen és Farley Jackmaster Funk The Acid Life számából származó hangmintákat felhasználva, és csak később került rá vokál. A Technotronic vokalistáját, Ya Kid K-t kezdetben háttérbe szorította, hogy az eredeti kiadás borítóján és a videoklipben a kongói születésű modell, Felly Kilingi szerepelt marketing megfontolásokból. Ya Kid K elismertségét végül helyreállította az amerikai turné és az újratervezett albumborító, ami már őt ábrázolta.

## Feldolgozások
1989-ben MC Sar & The Real McCoy készítette el az első feldolgozást, mely Németországban a 16. helyig jutott. 1990-ben a német Werner Wichig csapat Pump AB das Bier verziója hódított, mely gyakorlatilag egy paródia volt. Külön érdekesség, hogy a dal előadója Raiund Thielcke elvégzett egy sörgyáros képzést. 1992-ben a Kids Incorporated nevű csapat énekelte el a dalt, majd Weird Al Yankovic készített egy polka változatot a dalból. 1998-ban a Da Tekno Warriors egy keményebb techno verziót készített a dalból. 2005-ben Crazy Frog, 2006-ban a holland techno-trance Dj is készített egy remixet, továbbá a Lost Fingers 2008-as albumára került fel a dal egyedi feldolgozásban. Az izlandi FM Belfast egy lassú változatot készített a dalból. 2009-ben Pibull is felhasznált részleteket a dalból, mely B-Day Suit címen jelent meg. A kolumbiai Bomba Estéreo 2011-ben adta ki a dal feldolgozását Ponte Bomb címen. 2012-ben PSY a Gangnam Style dalában is felhasznált hangmintákat a dalból. 2013-ban a Bodybangers Dj csapat készített egy elektro house verziót, melyet éjszakai klubokba szánták a készítők.

## Kulturális vonatkozások
A dalt Will Smith is énekelte a Bel Air című komédiában, ahol táncolt és énekelte a refrént. A dal háttérzene is volt a Saturday Night Comediában, valamint az 1996-os Space Jam című film egyik betétdala is volt. A 90-es évek egyik karaoke videójátékának, a Singstarnak a zenéje is volt a dal.
A Ne szórakozz Zohannal című filmben is szerepelt a dal, és 2008-ban ezt használták egy mobiltelefon kereskedelmi bevezető reklámzenéjeként Argentínában is. A dal továbbá a Nintento Wii, Just Dance játékában is hallható, illetve az Xbox 360-as Dance Central játékban is. Egy flamand szleng szerint a dal címe egy tréfás kifejezés a férfi maszturbációra. A dal hallható a Mystery Skateborads videoban is.

## Eladási adatok
| Ország    | Helyezés | Dátum              | Eladási adatok |
| --------- | -------- | ------------------ | -------------- |
| Hollandia | Arany    | 1990               | 40,000         |
| UK        | Arany    | 1990. január 1.    | 400,000        |
| U.S.      | Platina  | 1989. december 13. | 1,000,000      |

## Slágerlista
| Év végi Összesítés (1990) | Helyezés |
| ------------------------- | -------- |
| Ausztrál Kislemezlista    | 27       |
| Svájc Kislemezlista       | 17       |
| U.S. Billboard Hot 100    | 13       |